# Bitly
Bitly (ранее — bit.ly) — крупнейший сервис сокращения URL. До введения своего сервиса сокращения ссылок t.co использовался на сайте сервиса микроблогов Twitter. В дополнение к самому сервису сокращения URL, данный веб-ресурс предоставляет инструменты для просмотра статистики по переходам по сгенерированным укороченным ссылкам.
Согласно данным сервиса, ежедневно пользователи Bitly переходят по более чем 200 млн ссылок, сокращенных с помощью этого сайта. За сентябрь 2010 года число переходов по таким ссылкам превысило 6 млрд, и за более чем 9 месяцев 2010 года — более 40,6 млрд переходов (по состоянию на 7 октября 2010 года).
В октябре 2010 года компания получила дополнительное финансирование в размере 8,9 млн долларов США от новых пайщиков RRE Ventures и AOL Ventures. Дополнительные доли выкупили прежние инвесторы: O’Reilly Alpha Tech Ventures, SV Angel и Founders Fund.

## Сервис News.me
В конце апреля 2011 года сервис Bitly запустил свой платный сервис социальных новостей News.me. Еженедельная подписка стоит $0,99, а ежегодная — $35,00.